# دمشق القديمة
دمشق القديمة هو اسم المنطقة القديمة من مدينة دمشق ، والتي تعد أقدم مدينة مأهولة في العالم وأقدم عاصمة في التاريخ كما يقال إنها سميت "شام" نسبة إلى سام بن نوح عليه السلام.
وتعرف دمشق بأسماء متعددة مثل: ذات العماد, إرم ذات العماد, حبر, نورام, بت رامون, ديمترياس, جلق, درة الشرق, شامة الدنيا, شام شريف, كنانة الله, دامسكا, الفيحاء, تيماشكي, ديماس, يماسكوس, الدار المسقية, مدينة الياسمين, الشام.
. تقع المنطقة القديمة داخل أسوار مدينة دمشق التاريخية، وتمتاز بأبنيتها وأوابدها التي تعود لعدة عصور وأماكنها المقدسة من كنائس وجوامع تعد رمزًا للديانات برغم بقاء البعض من أسوارها وبواباتها السبع بحالة جيدة ، وبشوارعها وطرقاتها التي مشى عليها القديسون وأصحاب الرسول محمد والملوك والقادة والعلماء والعظماء من صناع التاريخ.
وفي العام 1979 سُجلت مدينة دمشق القديمة على لائحة التراث العالمي لمنظمة اليونيسكو.
تتميز دمشق القديمة بأسلوب العمارة الدمشقية الشهيرة بطرازها الفريد، ويسمي السكان المحليون بيوت دمشق المبنية على الطراز الدمشقي القديم «بيوت عربية» والتي تمتاز بفناء داخلي واسع تحيطه الغرف وتتوسطه بحرة جميلة ويتكون من طابق أو طابقين فيه الكثير من الفنون المعمارية وتطل على الفناء المليء بأحواض النباتات والأزهار وتتوسطه البحرة الشامية الدمشقية الشهيرة، وتحتوي المدينة الكثير من مساجد وجوامع وكنائس ومدارس تاريخية ومقامات وأضرحة وقصور وشوارع مرصوفة بالحجارة وحارات مسحورة مسكونة بعبق التاريخ.
تضم دمشق القديمة العديد من الأحياء العريقة والأسواق والخانات والمساجد والكنائس والمدارس والشوارع المرصوفة والقلعة والسور الروماني والجدير بالذكر أنها تضم معظم آثار مدينة دمشق. في حين أن دمشق القديمة لا تشكل سوى حوالي 5% من مساحة مدينة دمشق الحالية وتمتاز الآثار التاريخية في المدينة بأنها تعود لعدة فترات وحقب زمنية من الحضارات التي تعاقبت على المدينة العريقة التي يعود تاريخ بنائها إلى قبل آلاف السنين.
تقع دمشق القديمة قرب مركز مدينة دمشق المتمثل بمنطقة المرجة.
تاريخيا تعرضت العديد من معالم دمشق القديمة قبل مئات السنين للتدمير بفعل الزلازل والحروب حيث دُمرت أجزاء من دمشق القديمة في فترات تاريخية سابقة، وكان في كل فترة يُعاد بناء وترميم المباني المتضررة، لذلك نجد أن العديد من المعالم التي تعود إلى أزمنة بعيدة نسبيًا وصلت إلى العصر الحديث بشكل جيد وخلال الحرب العالمية الثانية والانتداب الفرنسي لسوريا كذلك تعرضت بعض الأوابد والأسواق للتخريب وأعيد تعلى قدر كبير من عبق التاريخ.
وتزخر دمشق القديمة بالكثير الكثير من المعالم التاريخية الهامة ومنها:
- الجامع الأموي: وفيه مقام رأس القديس يوحنا المعمدان، ومقام النبي يحيى بن زكريا.
- البيمارستان النوري، والذي أصبح حاليا مقر متحف الطب والعلوم عند العرب.
- التكية السليمانية وفيها المتحف الحربي السوري وسوق المهن اليدوية ومسجد

| معالم دمشق القديمة | معالم دمشق القديمة | معالم دمشق القديمة |
| --- | --- | --- |
| - الكنيسة المريمية - قصر العظم - قلعة دمشق - ضريح صلاح الدين الأيوبي - سوق مدحت باشا - الشارع المستقيم - كنيسة حنانيا - خان أسعد باشا | - جامع الشيخ محي الدين - متحف الخط العربي - جامع القدم - متحف دمشق التاريخي - متحف محطة القدم للقطارات - معبد جوبيتر الدمشقي - بيت الأمير عبد القادر - حمام نور الدين الشهيد - مرقد السيدة رقية - المكتبة الظاهرية | - التكية السليمانية - أبواب دمشق القديمة - مكتب عنبر - بيت جبري - بيت نظام - قصر النعسان - ساحة المرجة - مقهى النوفرة |

## أسواق دمشق القديمة
| أشهر أسواق دمشق القديمة                                                                                   | | |
| - سوق الحميدية. - سوق البزورية. - سوق الحريقة - سوق العطارين. - سوق مدحت باشا - سوق النحاسين - سوق الحرير | - سوق مردم بك - سوق السكرية - سوق باب الجابية - سوق العتيق - سوق الذراع - سوق ساروجة - سوق الحريقة | - سوق المسكية - سوق العصرونية - سوق الصقالين - سوق القباقبية - سوق الصاغة - سوق الجمرك - سوق المناخلية |

## أحياء دمشق القديمة
- الشاغور
- حي الصالحية
- حي الميدان
- حي القنوات
- حي العمارة
- حي
 الأمين
- حي القدم جنوب دمشق
- حي باب توما
- حي باب شرقي
- حي ساروجة
- القيمرية

## أبواب دمشق القديمة
عند بناء سور المدينة في العهد الروماني تم تزويده بسبعة أبواب، تهدم بعضها وأنشأطئ آخر في العهود اللاحقة وبقي منها إلى اليوم ثمانية أبواب:
- باب توما، يقع في الجهة الشمالية الشرقية للمدينة القديمة قرب حي القصاع.
- باب الجابية، يقع في الجهة الغربية من المدينة القديمة عند مدخل سوق مدحت باشا حاليًا.
- باب كيسان، يقع في الطرف الجنوبي الشرقي للمدينة القديمة قرب منطقة الصناعة وحارة اليهود سابقا ودوار حسن الخراط خارج سور المدينة القديمة. (تحول إلى كنيسة)
- باب السلام، يقع إلى الشرق من باب الفراديس على منعطف من السور يجعل اتجاهه نحو الشرق.
- باب الفرج، يقع في الجهة الشمالية من سور المدينة، بين سوق العصرونية وسوق المناخلية.
- باب شرقي، يقع عند المدخل الشرقي للمدينة القديمة، وهو الوحيد الذي يحتفظ بطراز عمارته الروماني.
- باب الفراديس، (يعرف أيضًا بباب العمارة)
- باب الصغير، يقع في الجهة الجنوبية للمدينة قرب حي الشاغور.

### أبواب مختفية
1. باب الجنيق، غير موجود حاليا، كان يقع بين باب السلام وباب توما.
2. باب النصر، غير موجود حاليا، كان يقع على الجهة الغربية للسور جنوب القلعة مباشرة
3. باب سريجة، ويقع بين منطقة باب الجابية وشارع خالد ابن الوليد ويضم الإطفائية والشريبيشات

انتشرت في السنوات الأخيرة في داخل حارات دمشق التاريخية وفي البيوت الدمشقية المطاعم الفخمة والمعارض الفنية (غاليري) والمقاهي الحديثة والمنشآت السياحية ضمن المباني القديمة. وتبهر دمشق القديمة زوارها بروعة آثارها وبيوتها وسحر حاراتها وتاريخها التي يحدثك عن عظمة هذه المدينة.

## كنائس دمشق القديمة
أبدعت سوريا القديمة فنون عمارة الكنائس التي اعتمدت على المسيحية والهلنستية وتبدت فيها نزعة التجدد وظهر في ميادين هذه الفنون أشكال لم تكن يونانية ولا رومانية بل كانت دمشقية جديدة بالنسبة إلى الحياة الإبداعية العالمية وذات منحى محلي سوري صرف.
قامت في دمشق وفي سوريا فنون بناء حضارية وابتكار فن جديد ساعدها عليه مخزونها الفني الحضاري العريق الضارب جذوره في أعماق التاريخ فتجد في المدينة العريقة أنماط عمارة دينية ومدنية سورية متطورة لها طابعها الخاص.
وما عمارة الكنائس من القرن الأول حتى السابع الميلادي إلا مثال واضح على تلك العمارة ومساهمتها في بروز عناصر معمارية جديدة خاصة بسورية بشكل عام ودمشق بشكل خاص. إن دمشق تضم عددًا كبيرًا من أهم الآثار المسيحية ولعل أهمية دمشق تكمن في أنها قامت بدور مرموق في نشوء المسيحية وفيها اعتنق بولس الرسول الدين الجديد على يد الرسول حنانيا وأصبحت دمشق مقرًا للأسقفية لا تتقدمها في الدرجة سوى أنطاكية وفي سنة 379 م بنى الإمبراطور ثيودوسيوس الأول كنيسة القديس يوحنا المعمدان في الموضع الذي كان فيه معبد جوبيتر الدمشقي.
وكان في غوطة دمشق وفي سفوح جبل قاسيون خمسة عشر ديرًا منها دير مران ودير النيربين حيث يروى أن القديسة /حنة/ والدة السيدة مريم العذراء أقامت أو دُفنت فيه كما روى ابن عساكر في تاريخ دمشق.

## معرض الصور

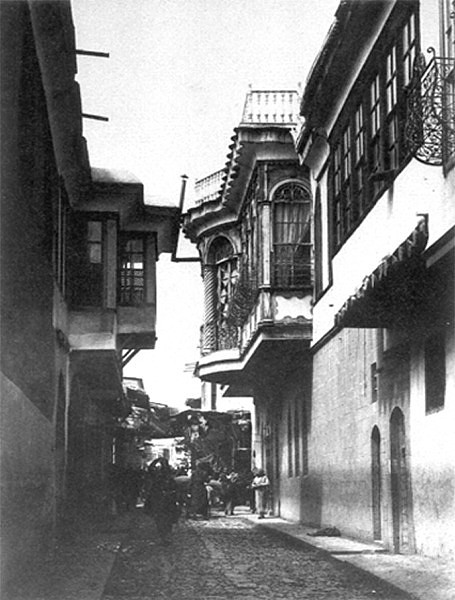
الشارع المستقيم في دمشق القديمة عام 1900
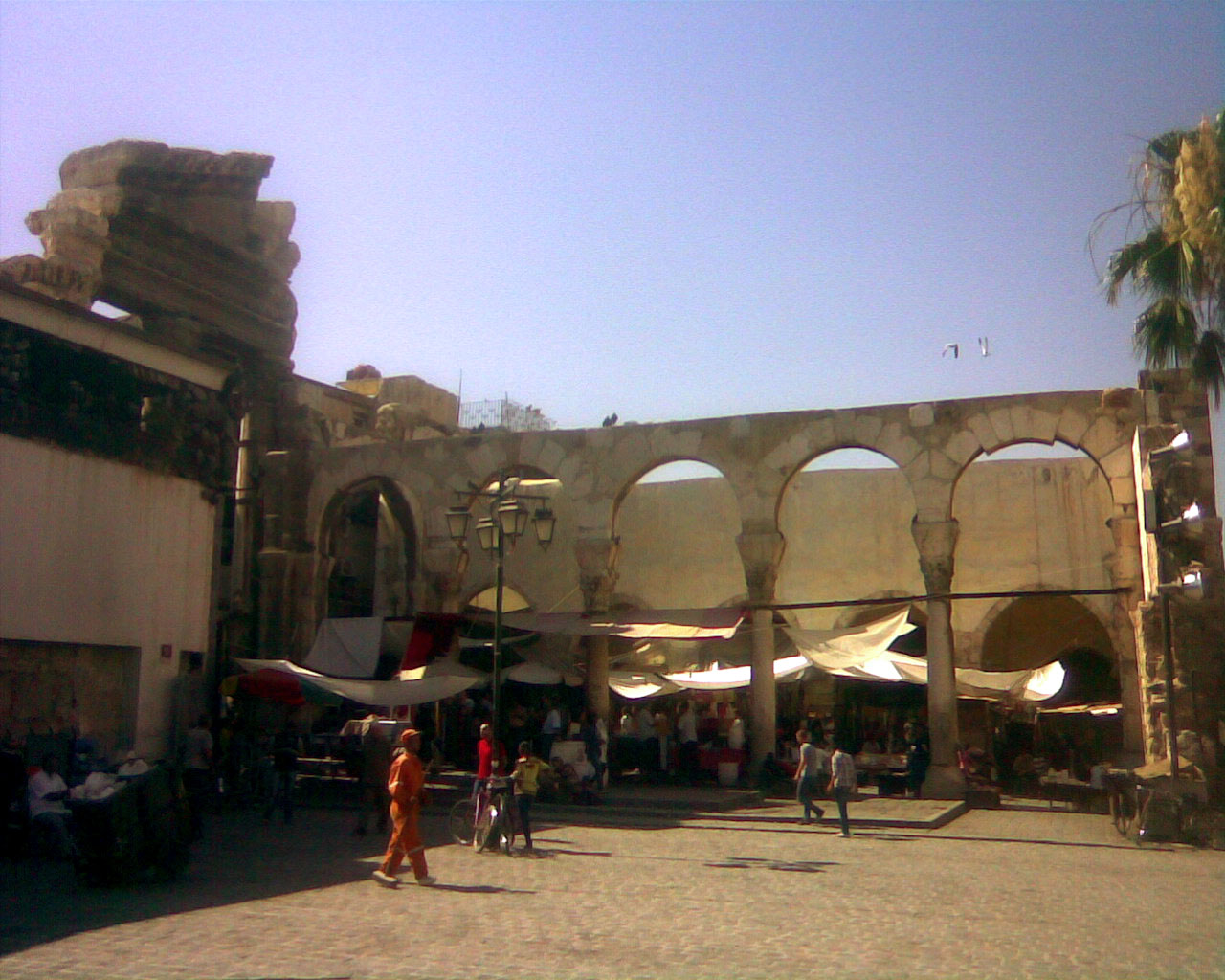
بقايا معبد جوبيتر الدمشقي
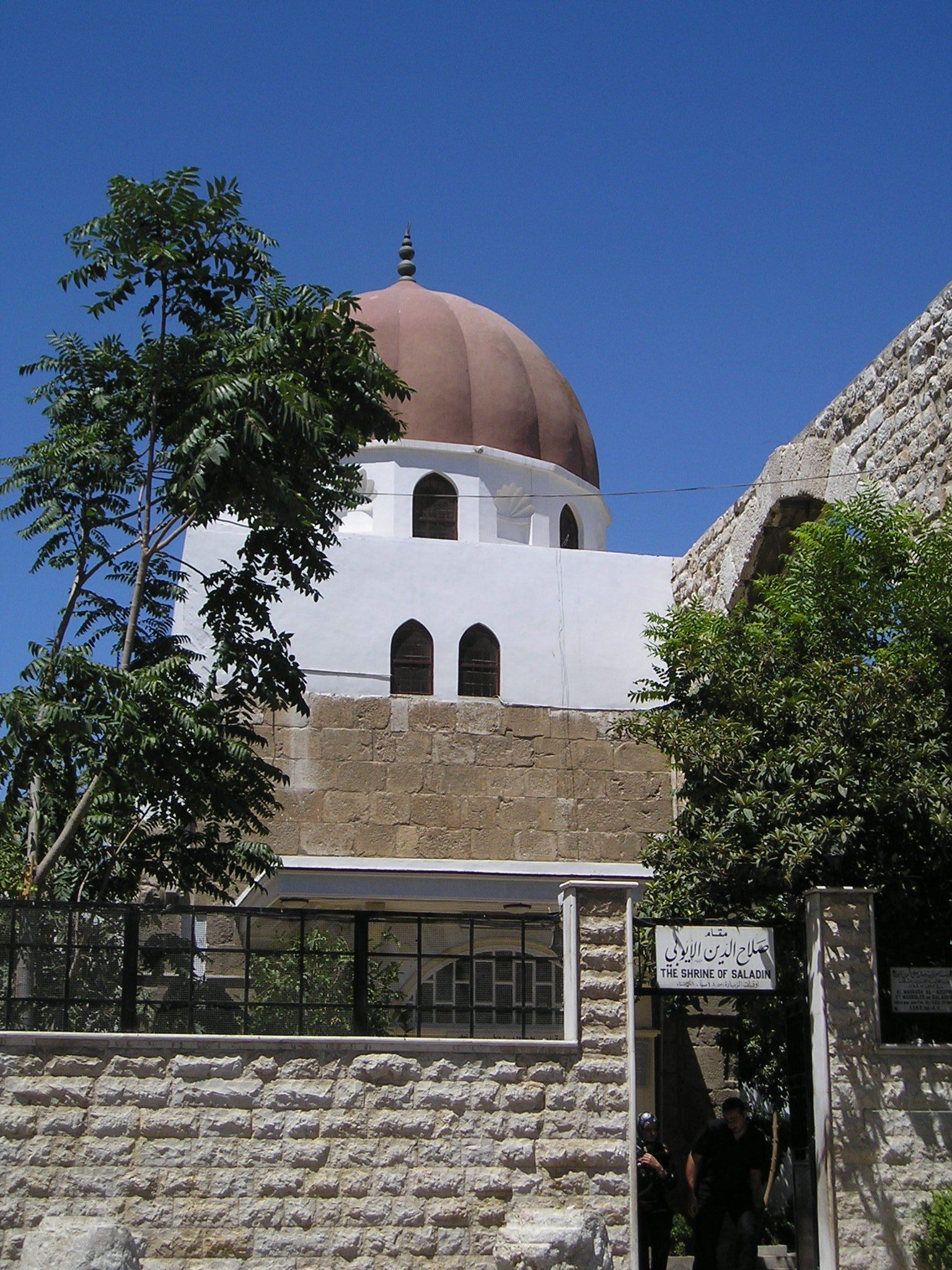
قبر صلاح الدين الأيوبي قرب الجامع الأموي في دمشق القديمة
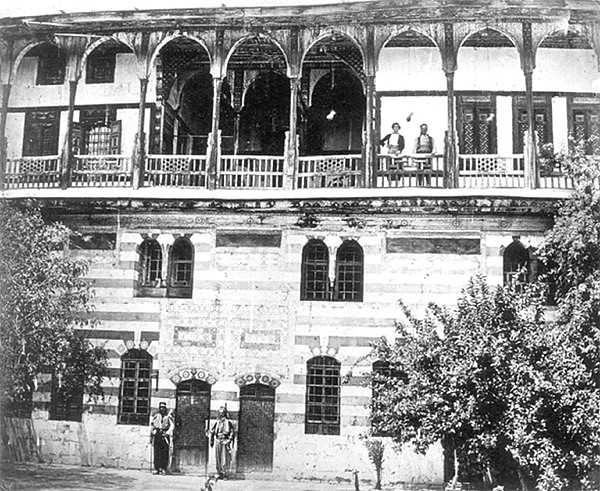
منزل سيدي حميد عام 1860 وهي مثال للعمارة الدمشقية التقليدية
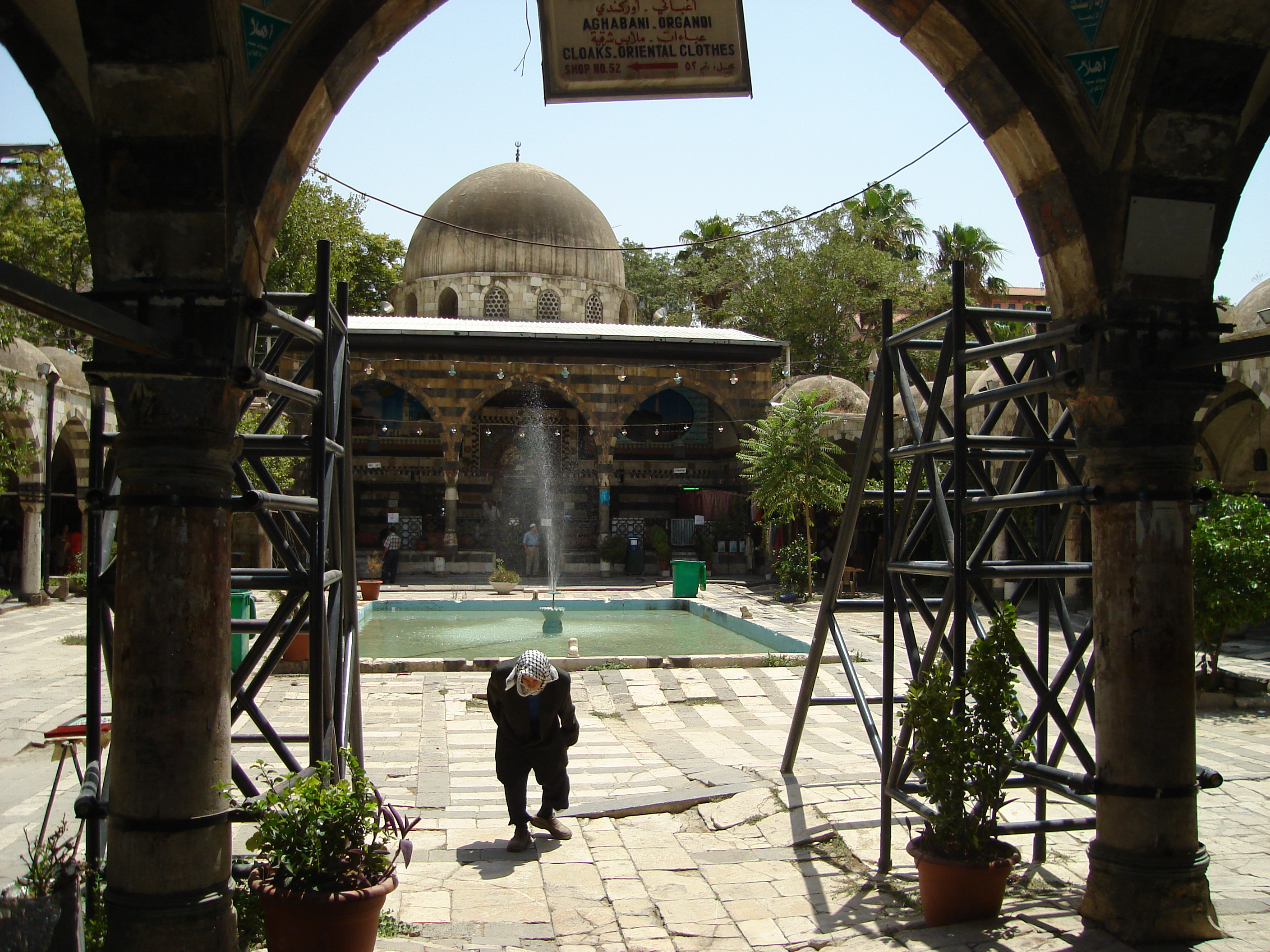
صورة عجوز في التكية السليمانية
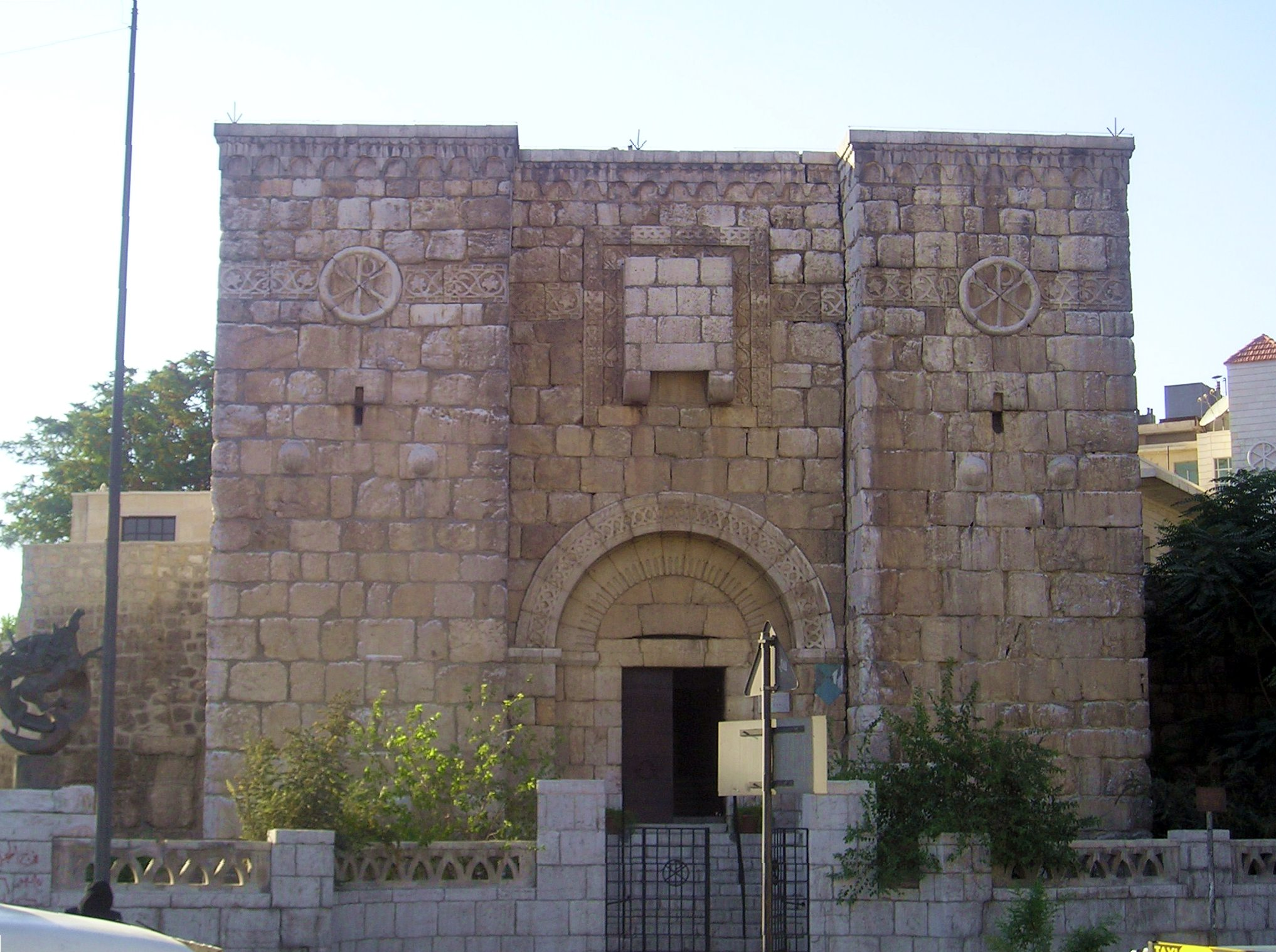
باب كيسان أحد أشهر أبواب دمشق
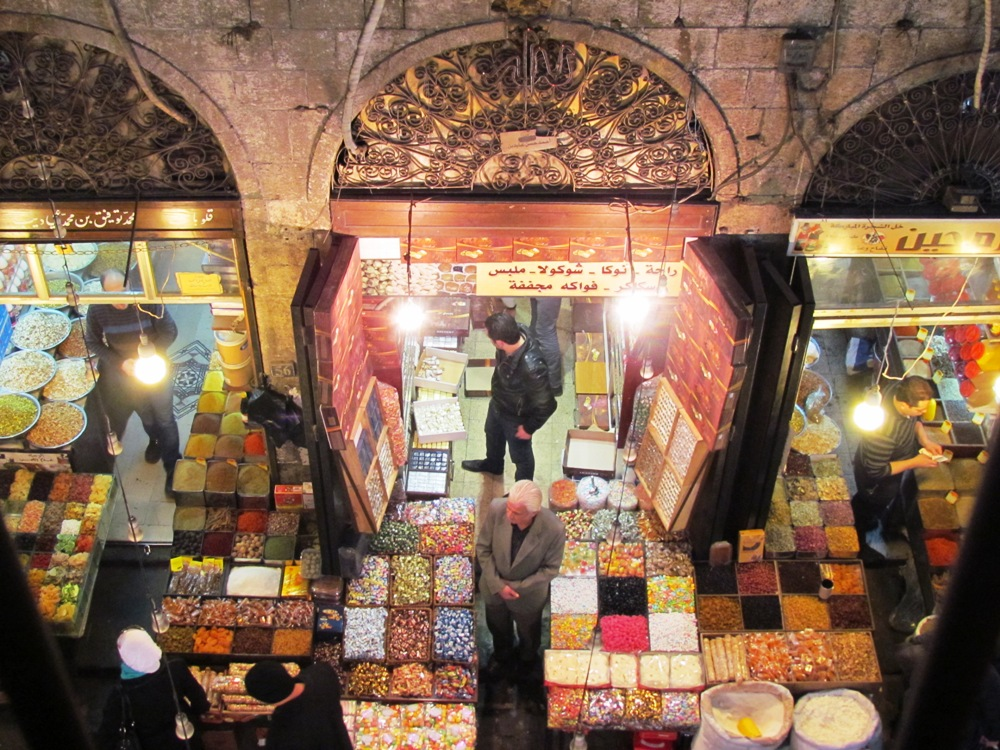
سوق البزورية